# Pseudocarorita
Pseudocarorita là một chi nhện trong họ Linyphiidae.